# 塞巴斯蒂安·胡贝尔
塞巴斯蒂安·胡贝尔（德語：Sebastian Huber，1901年6月26日—1985年3月6日），德国前男子雪车运动员。他曾代表德国参加1928年、1932年和1936年冬季奥林匹克运动会雪车比赛，获得二枚铜牌。